# Église San Giuseppe de Parme
L'église San Giuseppe (Saint-Joseph) est une église de Parme en Italie qui se trouve dans le quartier éponyme.

## Histoire
Les origines de cette église sont plutôt obscures: selon certains, elle a été construite à la place d'un ancien oratoire près de la cathédrale en 1024, tandis que d'autres la font remonter à la fin du XIVe siècle. Les habitants de Parme choisissent saint Joseph comme co-patron de leur ville le 19 mars (fête de la Saint-Joseph) 1406 et il est donc probable qu'il existait un lieu de culte qui lui était dédié avant cette date.
L'oratoire Saint-Joseph, près de l'église de Tous-les-Saints (Ognissanti) est explicitement cité dans des documents et pour la première fois dans un testament daté du 28 mai 1424. L'église est confiée à des moines, puis en 1456 aux augustines.
Au XVIIe siècle, Bartolomeo Cantelli entreprend la reconstruction de l'édifice, projeté comme beaucoup plus grand. L'on rachète donc les terrains et maisons environnantes qui appartenaient pour nombre d'entre eux au monastère San Basilide. Les travaux exécutés selon les dessins de Girolamo Rainaldi débutent en 1626, mais ne se terminent qu'en 1666, à cause de la peste.
Pour assurer l'administration de l'église, un chapitre collégial est fondé en 1702 avec sept ecclésiastiques: un prévôt, un sacristain, deux confesseurs et quatre prêtres résidents. Le pape Grégoire XVI concède aux membres du chapitre le titre de chanoine, ainsi que l'usage de la cappa magna par un bref apostolique du 23 janvier 1834. Le manque de fonds financiers oblige à la suppression du chapitre au début du XXe siècle.
En 1808, le cardinal Caselli élève l'église au rang d'église paroissiale (absorbant l'ancienne paroisse Saint-Basilide, la paroisse Sainte-Catherine et la paroisse Sainte-Cécile) et le 5 octobre 1832 Mgr Vitale Loschi l'érige en église paroissiale avec le titre de prévôté.

## Description
La façade de l'église est réalisée selon un projet d'Antonio Brianti ; elle est achevée en 1782.
L'édifice est à nef unique à voûte en berceau avec trois chapelles latérales de chaque côté.
L'église abrite des tableaux de Paolo Ferrari (Sainte Cécile) et Giuseppe Peroni (Saint Jean-Baptiste et saint François de Sales), provenant de l'église supprimée Sainte-Cécile.